# Чамангвана, Джек
Джек Чамангвана (англ. Jack Chamangwana; 30 апреля 1957, Блантайр — 6 мая 2018, Блантайр) — малавийский футболист международного класса, выступавший на позиции защитника. Он получил прозвище «Африка» в Малави и «Чёрный камень» в Южной Африке.

## Биография
Он дебютировал за сборную Малави в международном товарищеском матче против Кении 10 июля 1975 года и последний раз вышел на поле 16 апреля 1985 года против Мозамбика в отборочном матче Кубка африканских наций 1986 года.
Он принимал участие в отборочных кампаниях к чемпионату мира по футболу 1978 и 1986. Он также играл в Кубке африканских наций 1984 за сборную Малави и в Кубке СЕКАФА 1979, 1980, 1982 и 1983 годов.
С 1986 по 1989 год выступал за южноафриканский клуб «Кайзер Чифс».
В 2007 году тренировал танзанийскую команду «Янг Африканс».
Умер 6 мая 2018 года.